# 175 î.Hr.

## Evenimente
- Antioh al IV-lea devine rege al Siriei.